# Reischen
Reischen est un village et une ancienne commune du canton des Grisons, en Suisse.

## Histoire
Situé à 1 017 mètres d'altitude au-dessus de la vallée de Schams, le village est mentionné dans le polyptyque rhétique vers 840 comme axe de transit à travers les Alpes. Commune indépendante de 1851 à 1875, Reischen fusionne ensuite avec sa voisine de Zillis dans la nouvelle commune de Zillis-Reischen.

## Patrimoine bâti
L'église réformée du village date de 1709. Plusieurs maisons du centre du village (respectivement situés aux numéros 13, 31, 33 et 35 de la rue centrale) sont inscrits comme biens culturels d'importance régionale.